# Кришень Валерій Павлович
Кри́шень Вале́рій Па́влович (11 вересня 1955, Дніпропетровськ) — український вчений, доктор медичних наук, професор хірургії. Лікар-хірург вищої категорії. Професор кафедри загальної хірургії Дніпровського державного медичного університету.

## Біографія
Валерій Павлович Кришень народився 11 вересня 1955 року в Дніпропетровську, в родині медиків. Батько — Кришень Павло Федорович. У 1978 році закінчив з відзнакою Дніпропетровський медичний інститут.
Протягом 6 років працював хірургом клінічної міської лікарні № 16,завідував відділенням стаціонару.
У 1981 році у Київському медичному інституті захистив кандидатську дисертацію на тему «Абсцеси печінки та піддіафрагмального простору», у 1993 році захистив докторську дисертацію у Харківському медичному інституті на тему «Шляхи оптимізації хірургічного лікування виразкової хвороби шлунка».
У 1984 році почав викладати у Дніпропетровській медичній академії, спочатку був асистентом кафедри хірургії, доцентом, потім — професором. Зараз він професор кафедри загальної хірургії, керівник головної клінічної бази кафедри в міській лікарні швидкої медичної допомоги. Член спеціалізованої вченої ради при ДДМУ по захисту докторських дисертацій.

## Наукова діяльність
Основні напрями діяльності — невідкладна та планова абдомінальна хірургія, профілактика ускладнень операцій, оптимізація методів діагностики та лікування гострих хірургічних захворювань, актуальні питання сучасного викладання дисципліни «загальна хірургія» у вищій медичній школі. Є автором близько 400 наукових праць, навчальних посібників, монографій. Має 36 авторських свідоцтв на винахід та патентів СРСР та України, понад 30 раціональних пропозицій, в тому числі галузевих. Під керівництвом В. П. Кришеня захищено 5 кандидатські та 1 докторська дисертації, 5 магістерських робіт. Виконуються 5 кандидатських та докторська дисертації. Кришень В. П. був головою та членом державних випускних екзаменаційних комісій та акредитаційних комісій МОЗ та МОН України з проведення кваліфікаційно-ліцензійної експертизи навчально-освітніх на науково-практичних закладів (Дніпро, Київ, Кропивницький, Львів).
Діючий сертифікований член Європейської асоціації хірургів з 2005 року, а з 2023 року член правління (директорії) Європейського товариства хірургів, представник України. Постійний учасник щорічних міжнародних хірургічних конгресів як рілейтер-доповідач, лектор та головуючий. Виступає в ролі експерта-коментаря з актуальних питань загальної хірургії на вебсайті Європейського товариства хірургів. Рецензент у складі редакційної ради двох українських фахових видань і експерт міжнародного видання -журналу з хвороб травного каналу. Вільно володіє кількома іноземними мовами, особливо досконало — англійською.
Кришеня В. П.включено до біографічної енциклопедії успішних українців за версією швейцарської міжнародної колекції Hubner's «Who is who in Ukraine» (видавництво Німеччини) та до Енциклопедії Сучасної України (Київ), а також у Бристольський «Who's who» Реєстр в рубріках медична практика та вища освіта.

## Нагороди
- Нагрудний знак «Винахідник СРСР».
- Медалі ВДНГ УРСР (срібна) та СРСР (бронзова).